# Roman Dolynytsch
Roman Dolynytsch (ukrainisch Роман Долинич; * 18. Juli 1977 in Uschhorod, Ukrainische SSR) ist ein ehemaliger ukrainischer Squashspieler.

## Karriere
Roman Dolynytsch spielte 2006 erstmals auf der PSA World Tour. Seine höchste Platzierung in der Weltrangliste erreichte er mit Rang 258 im Januar 2007. Mit der ukrainischen Nationalmannschaft nahm er 2005, 2006 und 2007 an den Europameisterschaften teil und gehörte unter anderem auch zum ukrainischen Aufgebot beim European Nations Challenge Cup 2006 und 2007. Er vertrat die Ukraine dreimal bei den Europameisterschaften im Einzel. 2004 und 2006 schied er jeweils in der ersten Runde aus: 2004 scheiterte er an John White, 2006 an Petros Tzamaloukas. 2008 gelang ihm der Einzug in die zweite Runde, in der er dem topgesetzten Grégory Gaultier unterlag. 2007 wurde er schließlich ukrainischer Landesmeister, nachdem er im Vorjahr im Finale noch Oleksandr Moloducha in vier Sätzen unterlegen war.

## Erfolge
- Ukrainischer Meister: 2007